# یواس‌اس آاورلا (ای‌کی‌ای-۲۳)
یواس‌اس آاورلا (ای‌کی‌ای-۲۳) (به انگلیسی: USS Aurelia (AKA-23)) یک کشتی بود که طول آن ۴۲۶ فوت (۱۳۰ متر) بود. این کشتی در سال ۱۹۴۴ ساخته شد.